# Franciscus Vlietland
Franciscus Vlietland (voorheen Vlietland Ziekenhuis) is een ziekenhuis in de Nederlandse stad Schiedam, in het wijkdeel Bijdorp van de wijk Kethel. Per september 2015 is het met het Sint Franciscus Gasthuis in Rotterdam gefuseerd.  
Met Franciscus Vlietland en Franciscus Gasthuis als de twee hoofdlocaties, bestaat Franciscus daarnaast uit drie buitenpoliklinieken: Franciscus Berkel, Franciscus Maassluis en Franciscus Willemsplein. Het ziekenhuis heeft in het verleden twee andere poliklinieklocaties gehad die inmiddels zijn gesloten: Franciscus Hoogvliet en Franciscus Haven (oude Havenziekenhuis). 
Franciscus Vlietland richt zich op de inwoners van de regio Nieuwe Waterweg Noord. Deze regio omvat onder andere de gemeenten Schiedam, Vlaardingen en Maassluis en het stadsdeel Rotterdam-West en de Rotterdamse deelgemeente Hoek van Holland.  

## Geschiedenis

### Armenhuis, Schiedam (1808)
In 1808 werd er door de gemeente Schiedam een houten schuur geplaatst waar zieken konden worden opgenomen. De schuur werd in 1839 ingeruild voor een nieuw pand aan de Laan, een laatste toevluchtsoord voor zieken en gebrekkigen. 

### Ziekenhuis Vlaardingen (1897)
Ook Vlaardingen krijgt een ziekenhuis; een pand aan de Callenburgstraat wordt in gebruik genomen door de nog jonge Vereniging voor Ziekenverpleging. In 1901 verhuist dit ziekenhuis naar de Hofsingel. Zowel in Vlaardingen als in Schiedam worden de patiënten behandeld door huisartsen.

### Groei van zorg

#### Groei van Zorg in Schiedam (1900)
Door de intrede van geschoolde verpleegsters en de beschikking over een operatiekamer, kinderafdeling, aparte badkamers en een wachtruimte, groeit het aantal patiënten in het Schiedamse Gemeenteziekenhuis. Rond 1910 komt er daarom een nieuw gebouw aan de Nassaulaan met plaats voor wel 84 bedden. Naast het groter wordende Schiedamse Gemeenteziekenhuis, wordt in 1928 een tweede ziekenhuis opgericht in Schiedam: 'Het Nolet'. Dit katholieke ziekenhuis is vernoemd naar de arts E. J. M. Nolet en de verpleging is in handen van de nonnen van de Heilige Carolus Borromeus. Het Nolet kon rekenen op bijstand van artsen uit het Sint Franciscus Gasthuis voor de medisch-specialistische zorg.

#### Groei van Zorg in Schiedam en Vlaardingen (1950)
Na de Tweede Wereldoorlog ontwikkelt de medische wetenschap en technologie zich snel. Ook het aantal patiënten neemt toe. Huisartsen verdwijnen uit de ziekenhuizen en medisch specialisten komen ervoor in de plaats. De ontwikkelingen maken het ruimtegebrek in de ziekenhuizen nijpend. In 1965 trekt het ziekenhuis in Vlaardingen in het nieuwe pand aan de Holysingel. In 1969 verhuist ook het Schiedamse Gemeenteziekenhuis naar een groter nieuw pand en ook Het Nolet Ziekenhuis blijft zich uitbreiden. Rond 1970 tellen de drie ziekenhuizen 900 bedden en in 1971 wordt de stichting Samenwerkende Schiedamse en Vlaardingse Ziekenhuizen opgericht om de samenwerking te versterken.  

### Fusies ziekenhuizen
In 1981 ontstaat het Schieland Ziekenhuis uit een fusie tussen het Gemeenteziekenhuis en het Nolet Ziekenhuis. Eind 1991 vindt het besluit plaats dat het Schieland Ziekenhuis en het Holy Ziekenhuis op korte termijn ook samen gaan in een nieuw gebouw. Pas in 1991 is de juridische fusie een feit en zo ontstond het Vlietland Ziekenhuis. Er zijn dan al verschillende organisatorische samenwerkingen tussen de ziekenhuizen, waar in 2001 de eerste verpleegafdelingen en poliklinieken samengaan. Op 30 december 2008 verhuisden de ziekenhuizen naar de nieuwe locatie nabij het verkeersknooppunt Kethelplein. Het nieuwe ziekenhuis is ontworpen door EGM architecten. De locatie heeft een vloeroppervlakte van 52.000 m² en telt 452 bedden.

### 2015 - heden
Het Vlietland Ziekenhuis en het Sint Franciscus Gasthuis zijn in 2015 juridisch gefuseerd. Zowel Franciscus Gasthuis als Franciscus Vlietland kent sindsdien verschillende ver- en nieuwbouw. Zoals het in 2021 nieuwe centrale scopenreiniging & desinfectie centrum en het nieuwe Simulatiecentrum in Franciscus Vlietland.  
In 2024 heeft de vereniging van Samenwerkende Topklinische Ziekenhuizen (STZ) de STZ-erkenning voor Franciscus met 5 jaar verlengd.